# Солапур (округ)
Солапу́р (маратхи सोलापूर जिल्हा; англ. Solapur) — округ в индийском штате Махараштра. Образован 1 мая 1960 года. Административный центр — город Солапур. Площадь округа — 14 895 км². По данным всеиндийской переписи 2001 года население округа составляло 3 849 543 человека. Уровень грамотности взрослого населения составлял 71,2 %, что выше среднеиндийского уровня (59,5 %). Доля городского населения составляла 31,8 %.